# Eidgenössische Volksinitiative «für demokratische Einbürgerungen»
Die eidgenössische Volksinitiative «für demokratische Einbürgerungen» (ugs. Einbürgerungsinitiative) war eine von der Schweizerischen Volkspartei lancierte Volksinitiative, die am 1. Juni 2008 abgelehnt wurde. Die Initiative wollte den Erwerb des Schweizer Bürgerrechts als politischen Akt festlegen – Im Gegensatz zur gegenwärtigen Position des Bundesgerichts, die diesen Erwerb als Verwaltungsakt betrachtet. Eine Annahme hätte eine Erweiterung des 38. Artikels der Bundesverfassung zur Folge gehabt, die den Gemeinden erlaubt darüber frei entscheiden zu dürfen, welches Organ über Einbürgerungsentscheide (beispielsweise eine Bürgerversammlung, eine Einbürgerungskommission oder Urnenabstimmung) entscheidet. Ein gefällter Einbürgerungsentscheid wäre zudem endgültig gewesen, das Rekursrecht wäre also dadurch dem Einbürgerungswilligen entzogen worden.

## Entstehungsgeschichte
Bei einer Einbürgerungsabstimmung in der Gemeinde Emmen stellten sich 23 Einbürgerungswillige den Stimmberechtigten zur Wahl. In Emmen, wie auch in anderen Gemeinden der Schweiz, wurde über Einbürgerungsgesuche mit Urnenabstimmungen entschieden. Von den 23 Einbürgerungswilligen wurden am 12. März 2000 die acht aus Italien stammenden Personen eingebürgert, die 15 überwiegend aus dem ehemaligen Jugoslawien stammenden Gesuchstellenden wurden abgelehnt. Gegen die Ablehnung erhoben die Gesuchssteller am 11. April 2000 eine Gemeindebeschwerde an den Regierungsrat des Kantons Luzern. Nachdem dieser auf die Beschwerde nicht eintrat, erhoben die Gesuchssteller eine staatsrechtliche Beschwerde ans Bundesgericht, das am 6. März 2001 die Beschwerde gut hiess und den Entscheid des Regierungsrats wegen Verletzung von Treu und Glauben aufhob. Am 19. März 2002 wies der Regierungsrat des Kantons Luzern die Beschwerde erneut ab. Gegen die erneute Abweisung erhoben die Gesuchssteller am 23. April 2002 erneut eine Beschwerde ans Bundesgericht mit dem Antrag, den Entscheid des Regierungsrats aufzuheben. In ihrem Antrag machten sie Verletzungen unter anderem des Diskriminierungsverbots und des Willkürverbots geltend.
Das Bundesgericht entschied für die Gesuchssteller, da die Ablehnung der Einbürgerungsgesuche nach der dort angewandten Praxis gegen Artikel 8 Absatz 2 der Bundesverfassung verstosse. Die Einbürgerungsentscheide an der Urne würden die Begründungspflicht verletzen, so das Urteil weiter. Das Willkürverbot gebietet unter anderem, dass Entscheidungen sachlich begründet werden, so dass eine Beschwerdeinstanz darauf eingehen kann.
Die Schweizerische Volkspartei verurteilte diesen Bundesgerichtsentscheid als Fehlentscheidung. Die Volksinitiative würde diesen Entscheid korrigieren und künftige Fehlinterpretationen in Einbürgerungsfragen verhindern. Weiter kritisieren Befürworter der Volksinitiative, dass die Einbürgerungsentscheide durch den Gerichtsentscheid zu blossen Verwaltungsakten degradieren und die Schweiz dadurch am meisten Einbürgerungen, grösstenteils aus «fremden Kulturkreisen», verzeichnet. Die Volksinitiative hätte zudem dem Bürger das Recht über Einbürgerungsgesuche entscheiden zu können, wieder zurückgegeben.

## Wortlaut
Bei einer Annahme der Initiative wäre der schweizerischen Bundesverfassung der folgende Artikel hinzugefügt worden:
Die Bundesverfassung vom 18. April 1999 wird wie folgt geändert:
Art. 38 Abs. 4 BV (neu)
1. Die Stimmberechtigten jeder Gemeinde legen in der Gemeindeordnung fest, welches Organ das Gemeindebürgerrecht erteilt. Der Entscheid dieses Organs über die Erteilung des Gemeindebürgerrechts ist endgültig.

## Zustandekommen
Am 6. April 2004 wurde die Unterschriftenliste zur Volksinitiative der Bundeskanzlei zur Vorprüfung vorgelegt. Urheber der Initiative waren 27 Personen, als Initiativkomitee wurde die Schweizerische Volkspartei genannt. Die Sammelfrist wurde auf den 18. November 2005 gesetzt. Am 18. November 2005 gab die Bundeskanzlei bekannt, dass von den 102'326 eingereichten Unterschriften, 100'038 gültig waren und die Initiative damit Zustande kommt. Am meisten Unterschriften wurden im Kanton Zürich (27'689 gültige) und im Kanton Bern (13'062 gültige) gesammelt, am wenigsten im Kanton Jura (129 gültige) und im Kanton Neuenburg (283 gültige).

## Haltung von Bundesrat und Bundesversammlung
In einer Botschaft der Bundesversammlung am 25. Oktober 2006 gab diese bekannt, dass sie dem Volk und den Ständen rät, die Initiative abzulehnen. Das eidgenössische Justiz- und Polizeidepartement gab in einer Mitteilung bekannt, dass der Bundesrat die Initiative auch ablehnt, da die Einbürgerungsentscheide gemäss dem Bundesgerichtsentscheid nicht rein politischer Natur, sondern auch ein Akt der Rechtsanwendung sei. Der Nationalrat unterstützt gemäss der Schlussabstimmung vom 5. Oktober 2007 mit 127 zu 67 Stimmen. Mit 34 zu 7 Stimmen bestätigt der Ständerat die Meinung des Bundesrates ebenfalls.

## Abstimmungsparolen

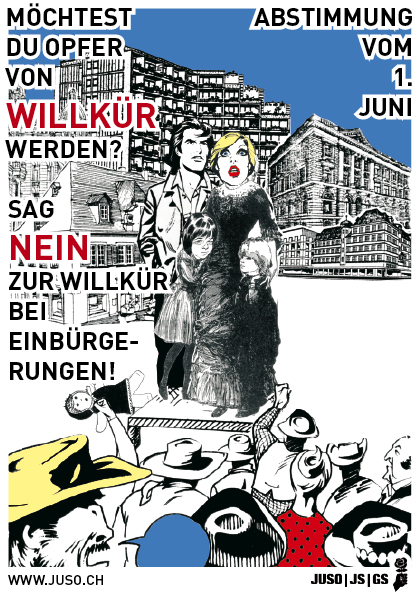
Diverse Parteien riefen eine Nein-Parole aus: Flyer der JungsozialistInnen.

Bis auf die Eidgenössisch-Demokratische Union (ausser waadtländische Kantonalpartei), die Schweizerische Volkspartei, die Luzerner und Zuger Freisinnig-Demokratische Partei-Kantonalparteien und die Aktion für eine unabhängige und neutrale Schweiz riefen alle Parteien, Verbände, Organisationen und Regierungs- oder Parlamentskammern eine «Nein»-Abstimmungsparole aus.

## Ergebnis
Vorläufiges amtliches Endergebnis:
| Kanton                           | Ja (%)           | Nein (%)           | Beteiligung |
| -------------------------------- | ---------------- | ------------------ | ----------- |
| Aargau                           | 71'469 (46,8 %)  | 81'352 (53,2 %)    | 40,1 %      |
| Appenzell Ausserrhoden           | 6'930 (42,6 %)   | 9'334 (57,4 %)     | 43,7 %      |
| Appenzell Innerrhoden            | 1'805 (48,3 %)   | 1'930 (51,7 %)     | 34,7 %      |
| Basel-Stadt                      | 16'915 (28,5 %)  | 42'388 (71,5 %)    | 52,4 %      |
| Basel-Landschaft                 | 28'106 (35,2 %)  | 51'705 (64,8 %)    | 43,8 %      |
| Bern                             | 106'471 (36,7 %) | 183'565 (63,3 %)   | 41,3 %      |
| Freiburg                         | 19'874 (27,0 %)  | 53'673 (73,0 %)    | 42,5 %      |
| Genf                             | 21'538 (17,9 %)  | 98'778 (82,1 %)    | 52,6 %      |
| Glarus                           | 4'609 (48,9 %)   | 4'816 (51,1 %)     | 37,0 %      |
| Graubünden                       | 17'776 (35,0 %)  | 32'975 (65,0 %)    | 38,3 %      |
| Jura                             | 3'875 (19,8 %)   | 15'736 (80,2 %)    | 40,0 %      |
| Luzern                           | 50'940 (44,3 %)  | 64'043 (55,7 %)    | 46,9 %      |
| Neuenburg                        | 9'203 (18,0 %)   | 41'991 (82,0 %)    | 48,3 %      |
| Nidwalden                        | 6'523 (49,1 %)   | 6'771 (50,9 %)     | 46,1 %      |
| Obwalden                         | 5'302 (47,1 %)   | 5'955 (52,9 %)     | 48,5 %      |
| Schaffhausen                     | 12'621 (42,8 %)  | 16'835 (57,2 %)    | 63,1 %      |
| Schwyz                           | 26'559 (59,9 %)  | 17'758 (40,1 %)    | 47,6 %      |
| Solothurn                        | 31'357 (41,4 %)  | 44'389 (58,6 %)    | 44,9 %      |
| St. Gallen                       | 58'523 (48,3 %)  | 62'591 (51,7 %)    | 40,3 %      |
| Tessin                           | 42'357 (42,2 %)  | 58'127 (57,8 %)    | 50,0 %      |
| Thurgau                          | 27'875 (48,9 %)  | 29'081 (51,1 %)    | 37,5 %      |
| Uri                              | 4'352 (46,5 %)   | 5'002 (53,5 %)     | 36,8 %      |
| Waadt                            | 37'901 (19,0 %)  | 199'331 (84,0 %)   | 51,1 %      |
| Wallis                           | 22'779 (25,0 %)  | 68'411 (75,0 %)    | 47,2 %      |
| Zug                              | 15'226 (44,3 %)  | 19'174 (55,7 %)    | 48,9 %      |
| Zürich                           | 153'794 (39,3 %) | 237'379 (60,7 %)   | 47,0 %      |
|                                  |                  |                    |             |
| Schweizerische Eidgenossenschaft | 804'730 (36,2 %) | 1'415'249 (63,8 %) | 44,8 %      |